# Alirokumab
Alirokumab (łac. alirocumabum) – ludzkie przeciwciało monoklonalne klasy IgG1/к, wytwarzane metodą inżynierii genetycznej w komórkach jajnika chomika chińskiego, stosowane w leczeniu hiperlipidemii.

## Mechanizm działania
Alirokumab hamuje aktywność konwertazy białkowej subtylizyna/keksyna typu 9 (PCSK9), która poprzez wiązanie się z receptorami LDL promuje ich degradację, a przez to powoduje zmniejszenie szybkości usuwania cholesterolu LDL z osocza krwi. Zahamowanie aktywności PCSK9 powoduje zwiększenie ilości dostępnych receptorów LDL i zmniejszenie stężenia lipoprotein o niskiej gęstości (LDL), lipoprotein o bardzo niskiej gęstości (VLDL), lipoprotein o pośredniej gęstości (IDL) w osoczu krwi.

## Zastosowanie

### Unia Europejska
- dorośli pacjenci z hipercholesterolemią pierwotną (heterozygotyczną rodzinną i nierodzinną) lub z dyslipidemią mieszaną, jako uzupełnienie diety[3]:
  - w skojarzeniu ze statyną lub ze statyną stosowaną razem z innymi lekami hipolipemizującymi, u pacjentów, u których nie jest możliwe osiągnięcie docelowych wartości stężenia cholesterolu LDL (LDL-C) po zastosowaniu maksymalnej tolerowanej dawki statyny, lub
  - w monoterapii lub w skojarzeniu z innymi lekami hipolipemizującymi u pacjentów z nietolerancją statyn lub u których stosowanie statyn jest przeciwwskazane.

### Stany Zjednoczone
- uzupełnienie diety i maksymalnej tolerowanej dawki statyny u dorosłych heterozygotyczną hipercholesterolemią rodzinną lub klinicznie jawną miażdżycową chorobą układu krążenia, którzy wymagają dodatkowego obniżenia poziomu cholesterolu LDL (LDL-C)[2].

Alirokumab jest dopuszczony do obrotu w krajach Unii Europejskiej (w tym i w Polsce) oraz Stanach Zjednoczonych (2020).

## Działania uboczne
Alirokumab powoduje u ponad 10% pacjentów: objawy ze strony górnych dróg oddechowych (przede wszystkim ból gardła, katar, kichanie), reakcje w miejscu wstrzyknięcia, świąd.